# Tasiocera (Tasiocera) bipennata
Tasiocera (Tasiocera) bipennata is een tweevleugelige uit de familie steltmuggen (Limoniidae). De soort komt voor in het Australaziatisch gebied.